# Красне (Новосибірська область)
Красне (рос. Красное) — село у Чановському районі Новосибірської області Російської Федерації.
Входить до складу муніципального утворення Красносільська сільрада. Населення становить 308 осіб (2010).

## Історія
Згідно із законом від 2 червня 2004 року органом місцевого самоврядування є Красносільська сільрада.

## Населення
| 2002 | 2007 | 2010 |
| ---- | ---- | ---- |
| 335  | ↗337 | ↘308 |